# كلية أصول الدين والدعوة جامعة الأزهر بالمنصورة
كلية أصول الدين والدعوة بمدينة المنصورة عاصمة الدقهلية، تابعة لجامعة الأزهر، افتتحت عام 1974م، وذلك في عهد شيخ الأزهر أ.د/ عبد الحليم محمود.
بدأت الدراسة بالكلية في العام الجامعة 78-79 بالأقسام العلمية التالية : ( قسم التفسير وعلوم القرآن - قسم السنة، ثم عدل إلى قسم الحديث وعلومه - قسم العقيدة والفلسفة - قسم الدعوة والثقافة).

## الأهداف
- دراسة التفسير وعلوم القرآن، ويدخل في اختصاصه التفسير وعلوم القرآن ومناهج المفسرين والدخيل في التفسير .
- دراسة الحديث وعلومه، ويدخل في اختصاصه الحديث ومصطلح الحديث ومناهج المحدثين .
- دراسة العقيدة الإسلامية والفلسفة والمنطق، ويدخل في اختصاصها التوحيد والمنطق والفلسفة بأقسامها والتصوف والأخلاق والملل والنحل والتيارات والمذاهب ومناهج البحث .
- دراسة علوم الدعوة الإسلامية ومقارنة الأديان والمواد المساعدة لهذه العلوم، ويدخل في اختصاصها تاريخ الدعوة وأصول الدعوة ومناهج الدعوة والخطابة والتبشبر والاستشراق والنظم الإسلامية .

وتهدف الكلية إلى حفظ التراث الإسلامي وتجليته ونشره في داخل البلاد وخارجها، كما تعمل على إعداد المدرس الكفء لهذه المواد في المعاهد الأزهرية ومدارس وزارة التربية والتعليم . كما تعمل على تخريج الداعية المسلم المتفهم لكتاب الله وسنة رسول الله صلى الله عليه وسلم، لنشر الدعوة الإسلامية في الداخل والخارج . وتعمل كذلك على إعداد وتخريج المتخصصين في الأقسام المختلفة فيها. ومن قبل ذلك ومن بعده، فإن هذه الكلية خاصة وجامعة الأزهر عامة إنما تقوم على حماية العقيدة الإسلامية ومصادرها.

## أنظر أيضاً
- كلية أصول الدين جامعة الأزهر بالقاهرة (بنين)
- كلية أصول الدين والدعوة جامعة الأزهر بطنطا (بنين)
- كلية أصول الدين والدعوة جامعة الأزهر بالزقازيق (بنين)
- كلية أصول الدين والدعوة جامعة الأزهر بالمنوفية (بنين)
- كلية أصول الدين والدعوة جامعة الأزهر بأسيوط (بنين)